# 3e armée de choc
La 3e armée de choc (en russe : 3-я ударная армия) est une unité de l'armée de terre soviétique qui a combattu durant la Grande Guerre patriotique.

#### Batailles et opérations

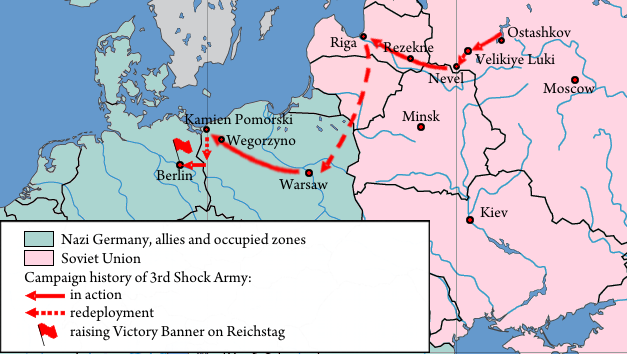
Campagne de la 3e armée de choc pendant la Seconde Guerre mondiale (cliquer pour agrandir).

## Historique

### Seconde Guerre mondiale

#### Principaux commandants
- lieutenant-général M. A. Pourkaïev (décembre 1941 – août 1942) major-général, depuis janvier 1943.
- lieutenant-général Kouzma Galitski (septembre 1942 – novembre 1943)
- colonel-général N.E. Tchibisov (novembre 1943 – avril 1944)
- lieutenant-général V. A. Iouchkevitch (avril – août 1944)
- lieutenant-général Mikhail Nikanorovich Gerasimov (août – octobre 1944)
- major-général N. P. Simoniak (octobre 1944 – mars 1945)
- colonel-général Vassili Kouznetsov (mars 1945 – à la fin de la guerre)